# مسابقه شاشیدن

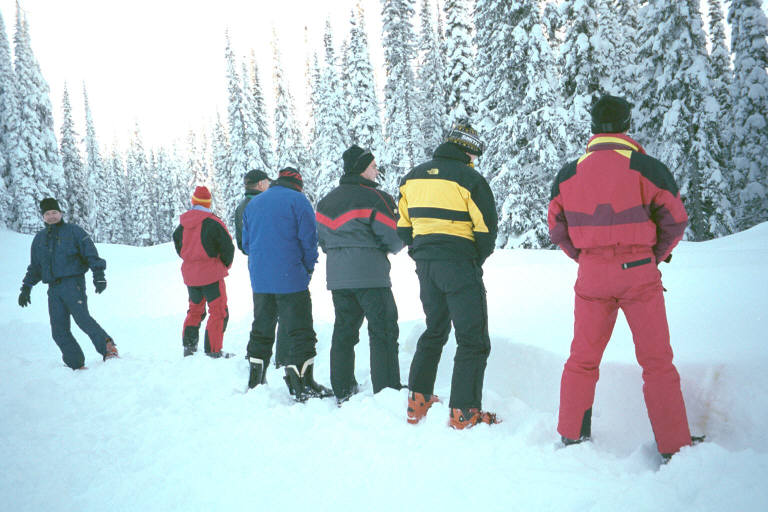
اسکی‌بازان در حال ادرار کردن در برف

مسابقهٔ ادرار کردن (به انگلیسی: pissing contest) بازی‌ای است که در آن شرکت‌کنندگان برای تعیین اینکه کدام می‌تواند بلندتر، دورتر، یا دقیق‌تر ادرار کند، مسابقه می‌دهند. گرچه این بازی بیشتر بین پسران نوجوان رایج است، زنان هم به این بازی پرداخته‌اند، و حتی توصیفات ادبی از شرکت بالغان و بزرگسالان در این دست بازی‌ها موجود است. معادل انگلیسی آن از دههٔ ۱۹۴۰ به عنوان اصطلاحی عامیانه به کنایه از مسابقات «پوچ و بی‌هدف» به کار رفته است، مخصوصاً اگر شرکت‌کنندگان همدیگر را آشکارا و پرخاشجویانه به مسابقه بطلبند. این عبارت استعاره‌ای است از رزم‌های مَنَم‌مَنَمانه (≈خودمحورانه). استفاده از این استعاره می‌تواند نوعی شوخی نابجا یا برای تحقیر مخاطب باشد، در نتیجه کاربرد آن اغلب زننده است. تصویر دیگری که می‌توان به واسطهٔ این اصطلاح متصور شد (یا تصویر را منشأ اصطلاح دانست)، تصویر دو نفر است که روی هم ادرار می‌کنند.

## بین زنان
مسابقهٔ شاشیدن معمولاً، اما نه منحصراً، بین مردان رخ می‌دهد. سارا مایلز در کتابش به نام Serves Me Right یک مسابقهٔ شاشیدن بین زنان را که خودش در اسپانیا شاهد بوده توصیف کرده است. این مسابقه مشابه مسابقهٔ مردان سر «فاصله» بوده است.
هولاک الیس در کتابش به نام مطالعاتی در باب روان‌شناسی سکس یک مسابقهٔ شاشیدن بین زنان در بلژیک را توصیف می‌کند که در آن دو زن هرکدام بالای یک بطری با قیف می‌ایستادند و درونش ادرار می‌کردند و برنده کسی بود که بطری را بیشتر پر می‌کرد. زنان در صورتی که فوت و فنش را یاد بگیرند، می‌توانند ایستاده ادرار کنند. یک آواز طنزآمیز از سدهٔ ۱۷ بلژیک دربارهٔ مسابقهٔ مشابهی بین سه زن است که برای تحت تأثیر قرار دادن یک مرد، لنگه کفشی را هدف گرفته و درونش ادرار می‌کنند.
در ادبیات قدیم  ایرلندی نیز به مسابقهٔ شاشیدن بین زنان اشاره شده است. در داستان Aided Derbforgaill چند زن سر اینکه کدام می‌تواند در یک تودهٔ برفی عمیق‌تر ادرار کند مسابقه می‌دهند. برنده Derbforgaill، زن Lugaid Riab nDerg است، اما سایر زنان از روی حسادت به او حمله می‌کنند و با بیرون آوردن چشم، بریدن بینی و گوش‌ها، و کندن موهایش می‌کشندش. شوهرش Lugaid نیز از غم او می‌میرد و کوخولین با تخریب خانه‌ای که ۱۵۰ زن داخلش بودند و در نتیجه کشتنشان از مرگ آن زوج انتقام می‌گیرد.

## یادداشت
1. ↑  Havelock Ellis
2. ↑  Studies in the Psychology of Sex